# Blauaras
Die Blauaras (Anodorhynchus) sind eine Gattung mittelgroßer bis großer Papageien mit einem sehr großen und wuchtigen Schnabel. Der lang gestufte Schwanz ist keilförmig mit zugespitzten Federspitzen. Der Schwanz ist länger als die angelegten Flügel. Die Wangen sind im Gegensatz zu denen der Eigentlichen Aras befiedert, aber ein breiter Augenring und die Unterschnabelwurzel sind nackt und leuchtend gelb. Die Spezies der Gattung haben ein blaues Gefieder, wobei die Unterseiten der Schwung- und Steuerfedern schwarz gefärbt sind.
Mit einer Länge von ca. 100 cm ist der Hyazinthara der größte aller Papageien; die anderen Arten der Blauaras, der Learara und der vermutlich ausgestorbene Türkisara, sind mit Körperlängen von ca. 72 cm und 68 cm merklich kleiner.

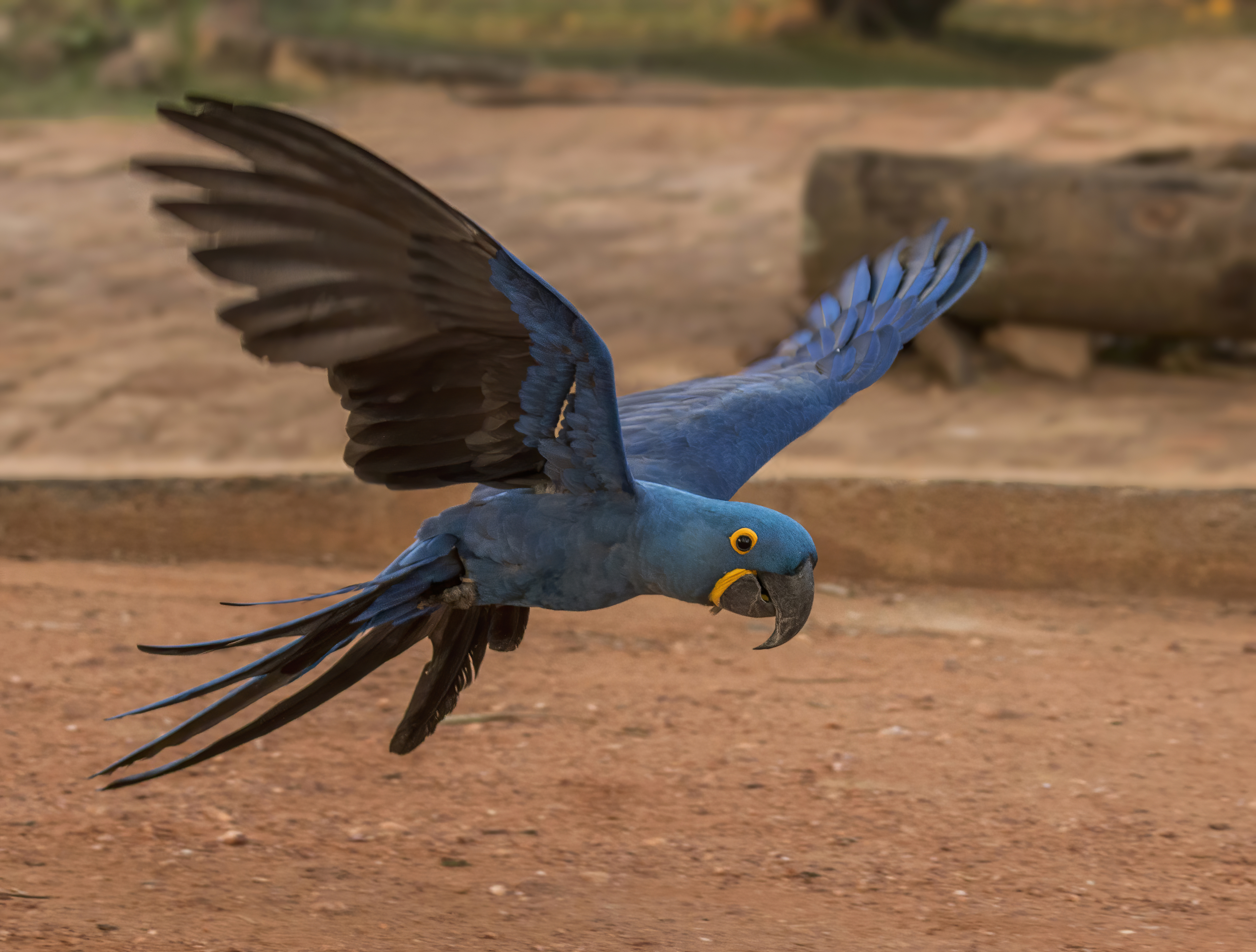
Hyazinthara im Flug

## Die Arten der Gattung
Nur zwei der ursprünglich drei oder vier Arten der Gattung sind heute noch präsent. In den letzten Jahren aufgenommene Schutzmaßnahmen haben zur Erholung der Populationen des Hyazinth- und des Learara beigetragen. Die Arten sind monotypisch.
- Hyazinthara (Anodorhynchus hyacinthinus (Latham, 1790))
- Learara (Anodorhynchus leari Bonaparte, 1856)
- † Türkisara (Anodorhynchus glaucus (Vieillot, 1816)); wahrscheinlich vor 1950 ausgestorben
- † Rotschillernder Blauara (Anodorhynchus purpurascens Rothschild, 1905); hypothetische Art, ausgestorben

## Lebensgebiet
Der Lebensraum der rezenten Arten begrenzt sich auf den mittleren Osten Südamerikas.

## Erstbeschreibung
- Anodorhynchus SPIX, 1824: Avium species novae, quas in itinere per Brasiliam annis MDCCCXVII - MDCCCXX iussu et auspiciis Maximiliani Josephi I. Bavariae Regis suscepto collegit et descripsit. -Typis Franc. Seraph. Hübschmanni, Monachii: Vol. I, 1–90, 91 Tafeln, S. 47, Tafel 11. Beschrieben als Anodorhynchus maximiliani (=Psittacus hyacinthinus, Latham, 1790).